# Estação Chevilly-Larue
Chevilly-Larue é uma estação da linha 14 do Metrô de Paris.
A estação está localizada na comuna de Chevilly-Larue, ao sul da ZAC du Triangle des Meuniers.

## Construção
Ela está implantada sob a Avenue de la Cité e a Rue de Thiais e tem acesso duplo em ambos os lados das vias. Isto permite um acesso ao Mercado de Interesse Nacional de Rungis e à Cité de la gastronomie, mantendo ao mesmo tempo uma ótima intermodalidade com o bonde T7, o Trans-Val-de-Marne (Tvm) e com as linhas de ônibus da região. A estação faz parte de um território atraente composta pelo MIN de Rungis e pelo shopping center regional de Belle Épine.
Em março de 2018, a empreitada de engenharia civil, que reúne as obras de realização das paredes diafragma, terraplanagens e infraestruturas da estação, foi confiada à Razel-Bec, subsidiária do Grupo Fayat, em consórcio com a Eiffage Civil Engineering, Sefi -Intrafor, Eiffage Fondations e I.CO.P.
Desde julho de 2021, as obras de desenvolvimento, confiadas à Razel-Bec, foram iniciados. Estas obras incluem a construção da engenharia civil das emergências (superestrutura), a obra estrutural interior da estação, e a construção dos empreendimentos técnicos e arquitetônicos da estação.
A concepção da estação está a cargo da agência de arquitetura Brunet Saunier Architecture.
Os artistas suíços Gerda Steiner e Jörg Lenzlinger conceberam uma obra artística para a estação Chevilly-Larue em coordenação com o arquiteto Jérôme Brunet.

## História
A estação foi inicialmente nomeada Porte de Thiais - Marché International, em homenagem ao nome das paradas existentes de ônibus e bonde da linha T7. Após a divulgação dos novos nomes de algumas estações da linha 14 sul prolongada, vários prefeitos de Vale do Marne manifestaram o seu desacordo sobre este assunto para três estações que, segundo eles, não correspondem aos locais onde estão estabelecidas.
Em setembro de 2022, numa carta dirigida ao Conselho Departamental de Vale do Marne, foi anunciado que a estação passaria a se chamar Chevilly-Larue, com o subtítulo Marché International.

## Serviço aos passageiros

### Interconexão
A estação se conecta com a linha de bonde T7. Esta última, anteriormente nomeada Porte de Thiais - Marché International, foi renomeada Chevilly-Larue - Marché International por ocasião da extensão da linha 14.